# 藤原正雄
藤原 正雄（ふじわら の まさお）は、平安時代初期の貴族。藤原北家魚名流、中務大輔・藤原鷲取の子。官位は正五位下・備前守。

## 経歴
承和6年（839年）正六位上から従五位下に叙爵し、肥前介に任ぜられる。承和8年（841年）肥前守に昇進している。時期は不詳だが、正五位下・備前守に至る。

## 官歴
『続日本後紀』による。
- 時期不詳：正六位上
- 承和6年（839年）正月7日：正六位上から従五位下。5月11日：肥前介
- 承和8年（841年）正月13日：肥前守
- 時期不詳：正五位下。備前守[1]